# Médéric Henry
Médéric Henry (Laon, 20 de junho de 1995) é um jogador de vôlei francês, membro da seleção francesa masculina de vôlei e medalhista de ouro na Liga das Nações de 2022 na Itália.

## Carreira
Ele foi formado nas categorias de base do Laon Volley Club, ingressou no mesmo em 2002, em 2008 competiu pela Seleção de Picardia, no mesmo ano atuou pelo Volley-Ball Club Wattignies, em 2009-10 retorna ao Laon Volley Club, sendo campeão na categoria de base, foi eleito a revelação e segundo melhor bloqueador; defendeu a o clube na categoria sênior na terceira divisão na temporada 2010-11e foi convocado para seleção Sub-18 em  2010 e representou seu país na edição do Campeonato Europeu Sub-18 de 2011 em Ancara e obteve a medalha de prata, com apenas 16 anos já media dois metros e seis centímetros.
Em 2011 atuou pelo CNVB permanecendo até a temporada 2013, na jornada 2013-14 transferiu-se para o Arago de Sète
Em 2015 esteve no grupo que se preparava para disputar os Jogos Europeus em Baku, disputou a Liga Mundial de 2016, em 2017, pela Universidade de Montpellier representou o país na edição da Universíada de Verão de 2017 e terminou na nona posição.Na temporada 2017 até 2021 atuou pelo Nantes Rezé Métropole Volley e na jornada de 2021-22 transferiu-se para o Plessis Robinson VB.
Em 2022 conquistou pela seleção principal o título da Liga das Nações em Bolonha.